# Pristomerus yoshiyasui
Pristomerus yoshiyasui là một loài tò vò trong họ Ichneumonidae.